# Bob Dishy
Bob Dishy (New York, 12 januari 1934) is een Amerikaans acteur.

## Biografie
Dishy werd geboren in de borough Brooklyn van New York als zoon van een Israëlische moeder en een Libanese vader. Dishy heeft drama gestuurd aan de Universiteit van Syracuse in Syracuse (New York).
Dishy begon met acteren in het theater, hij heeft meerdere rollen gespeeld op het toneel. Hij maakte in 1955 zijn debuut op Broadway met het toneelstuk Damn Yankees. Hierna heeft hij nog meerdere rollen gespeeld op Broadway.
Dishy begon in 1967 met acteren voor televisie in de film Damn Yankees!. Hierna heeft hij nog meerdere rollen gespeeld in films en televisieseries zoals Arsenic and Old Lace (1969), Columbo (1972 en 1976), Don Juan DeMarco (1994), Jungle 2 Jungle (1997), Law & Order (1994-2002) en The Wackness (2008).
Dishy is getrouwd en heeft twee kinderen.

## Filmografie

### Films
Uitgezonderd korte films.
- 2014 The Angriest Man in Brooklyn - als Frank
- 2008 The Wackness – als opa Shapiro
- 2004 Along Came Polly – als Irving Feffer
- 2000 Labor Pains – als Grant
- 1999 A Fish in the Bathtub – als Lou Moskowitz
- 1999 Judy Berlin – als Arthur Gold
- 1997 Jungle 2 Jungle – als George Langston
- 1994 Don Juan DeMarco – als dr. Paul Showalter
- 1994 Thicker Than Blood: The Larry McLinden Story – als Glen Schwartz
- 1993 My Boyfriend's Back – als Murray de grafgraver
- 1992 Used People – als Jack
- 1992 Stay Tuned – als Murray Seidenbaum
- 1987 Critical Condition – als dr. Foster
- 1986 Brighton Beach Memoirs – als Jack
- 1982 Author! Author! – als Morris Finestein
- 1980 First Family – als vice-president Shockley
- 1980 The Last Married Couple in America – als Howard
- 1976 Ace – als Edward R. Ace
- 1976 The Big Bus – als dr. Kurtz
- 1975 I Wonder Who's Killing Her Now? – als Jordan Oliver
- 1974 It Couldn't Happen to a Nicer Guy – als Ed Huxley
- 1971 The Police – als gevangene
- 1971 Pure Goldie – als ??
- 1970 Lovers and Other Strangers – als Jerry
- 1969 Arsenic And Old Lace – als politieagent
- 1967 The Tiger Makes Out – als Jerry
- 1967 Damn Yankees! – - als Rocky

### Televisieseries
Uitgezonderd eenmalige gastrollen.
- 1994 – 2002 Law & Order – als Lawrence Weaver – 7 afl.
- 1977 – 1978 A.E.S. Hudson Street – als dr. Friedman – 2 afl.

## Theaterwerk opBroadway
- 2004 Sly Fox – als Abner Truckle
- 2002 Morning's at Seven – als Carl Bolton
- 1999 – 2000 The Price – als Gregory Solomon
- 1989 – 1990 The Tenth Man – als Schlissel
- 1989 Café Crown – als Hymie
- 1981 – 1982 Grown Ups – als Jake
- 1979 Murder at the Howard Johnson's – als Paul Miller
- 1976 – 1977 Sly Fox – als Abner Tucker
- 1974 An American Millionaire – als Arnold Brody
- 1972 The Creation of the World and Other Business – als Adam
- 1969 A Way of Life – als Alex Krieger
- 1968 The Goodbye People – als Arthur Korman
- 1967 – 1968 Something Different – als Sheldon Nemorov
- 1967 The Unknown Soldier and His Wife – als ??
- 1965 Flora, The Red Menace – als Harry Toukarian
- 1960 From A to Z – als vijand / Patsy / kind / Fred
- 1955 Damn Yankees – als Rocky

- Bibliothèque nationale de France: cb14172123r (data)
- Gemeinsame Normdatei: 1225957400
- International Standard Name Identifier: 0000 0001 1951 2696
- Library of Congress Control Number: nr99033449
- Nationale Bibliotheek van Israël: 987007321820305171
- Virtual International Authority File: 76524587
- WorldCat: E39PBJd8fhYbT7MDrrXqvqT4MP